# Drachenhuhn

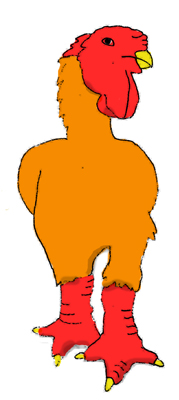
Hahn

Das Drachenhuhn (vietnamesisch: Gà Đông Tảo, englisch: Dragon chicken) ist eine vietnamesische Hühnerrasse mit auffällig dicken Läufen, die aus dem Dorf Đông Tảo in der Nähe Hanois stammt.

## Eigenschaften
Das Körpergewicht der Hähne beträgt zwischen drei und sechs Kilogramm. Die Haut hat wie bei mehreren anderen vietnamesischen Hühnerrassen eine rote Farbe. Die außergewöhnlich dicken Läufe sind bei den Hähnen 2–3 cm dick, es werden auch Läufe bis 4 cm Dicke beschrieben.

## Nutzung und Zucht
Ursprünglich wurden die Drachenhühner lediglich als rituelle Opfergabe eingesetzt. In den letzten Jahren wurde das Fleisch, besonders die Läufe, als Delikatesse entdeckt. In Hanoi liegt der Preis bei umgerechnet 23 Euro pro Kilogramm. Wegen der dicken Läufe, die das Schlüpfen der Küken behindern, bereitet die Zucht praktische Schwierigkeiten.